# JUPITER (BUCK-TICKの曲)
「JUPITER」（ジュピター）は、日本のロックバンドであるBUCK-TICKの楽曲。
1991年10月30日にビクター音楽産業のInvitationレーベルから5枚目のシングルとしてリリースされた。作詞は櫻井敦司、作曲は星野英彦が担当し、BUCK-TICKによるセルフ・プロデュースとなっている。
前作「M・A・D」（1991年）に続き、6枚目のオリジナル・アルバム『狂った太陽』（1991年）から2回目のリカットとなった。12弦ギターを使用したバラードソングであり、歌詞は櫻井の母の死を題材とした懺悔の意を込めた楽曲となっている。また、星野による制作曲がシングルのタイトル曲としてリリースされるのは本作が初となった。
日本ビクターのCDラジオカセットレコーダー「CDioss」のコマーシャルソングとして使用され、メンバーから櫻井のみがCMに出演している。シングル盤はオリコンシングルチャートにおいて最高位8位となった。ライブでは頻繁に演奏され、ファン投票においても上位にランクインするなどBUCK-TICKを代表する楽曲のひとつである。

## 背景
BUCK-TICKは4枚目のアルバム『TABOO』（1989年）をリリースした後、「TABOO TOUR」と題したコンサートツアーを同年3月22日の立川市市民会館公演から4月20日の高知県立県民文化ホール公演まで、13都市全13公演を実施した。その後もツアーは継続して行われる予定であったが、高知県立県民文化ホール公演終了後の4月21日に、羽田空港に到着した際にLSD使用による麻薬取締法違反容疑でメンバーの今井寿が逮捕されることとなった。この件を受け、本来であれば5月31日に群馬音楽センターにて最終公演が行われる予定であった同ツアーは、残り19本の公演すべてが中止となった。また、今井以外のメンバーは全員半年間の活動自粛となった。
謹慎明けの同年12月20日にBUCK-TICKは「バクチク現象」と題した復活コンサートを群馬音楽センターにて実施、さらに12月29日には同じく「バクチク現象」と題して初となる東京ドーム公演を実施、4万3000人を動員した。その後に復帰作となる5枚目のアルバム『悪の華』（1990年）をリリースし、続けてコンサートツアー「悪の華 TOUR」を同年3月2日の大宮ソニックシティ公演から6月26日の群馬音楽センター公演まで、当時のBUCK-TICKとしては史上最大となる47都市全53公演が行われた。しかし、ツアー中の4月15日に櫻井敦司の母が死去したことが伝えられた。櫻井はBUCK-TICKの復帰とともに親孝行が出来ると思っていた矢先の出来事であり、母親の病状や余命について櫻井の兄は把握していたが、櫻井に対しては心配させたくないとの思いからすべて伏せられていた。櫻井は悔しいという思いを抱え、同ツアーのことは何も思い出せないと後に述べている。

## 録音、制作
作曲を担当した星野英彦曰く、本作はコーラスをメインにしたいという欲求から制作された曲であるという。アルバム『悪の華』においてアコースティックな音使いを目指した曲は存在したが、それを踏襲せずにギターとコーラスによる曲構成で新たなイメージで制作を行ったとも述べている。当初はエレクトリック・ギターを使用してデモテープを制作したものの、イメージと合わないことから星野は本作において初めてアコースティックの12弦ギターを使用することとなった。また、本作制作時に高熱を出して寝込んでいた星野であったが、イメージが湧いてきたのでフラフラになりながら無理をして作ったという逸話もある。後年星野は「この曲は自分の音楽人生において大きなターニングポイントになった。シングルになったということも嬉しかったし、自分の居場所を見つけた感覚があった。色んな曲を作ってきたけど、JUPITERが一番自分でもしっくり来る」と語っている。
歌詞に関して櫻井は、本作およびカップリング曲である「さくら」は前年に死去した母を題材にしたと述べている。当初は歌詞に私的な内容を盛り込むことに躊躇していた櫻井であったが、他に書くべきテーマがないことから今井および星野が制作した2曲を使用したことに関して、「2人が書いてくれた2曲を借りて書かせてもらったんです」と述べている。当時の櫻井は母が死去したことを忘れて真夜中に実家に電話をかけ、母が電話に出ないことで一瞬戸惑ってしまうようなことも度々あったと述べている。しかし櫻井は「お涙ちょうだいになるのはイヤなんです」とも述べ、母の死は「隠すことでもひけらかすことでもない」とした上で、「時がたてば忘れるって言うけど、それがイヤだから2人の曲をもらって（歌詞として残した）」ことが目的であったとしている。

## リリース、プロモーション
1991年10月30日にビクター音楽産業のInvitationレーベルから8センチCDおよびカセットテープの2形態でリリースされた。カセットテープ版はA、B両面に「JUPITER」「さくら」が2曲続けて収録されている。
本作は当初シングルとしてのリリース予定はなく、良曲であることからメンバー全員がシングルカットを希望したが、星野自身はシングル化については否定的であったとヤガミトールは述べている。星野は本作を「アルバムの流れの中でパッと切り替えられる曲になればいいかな」という感覚で、あくまでアルバム中の1曲としてイメージしていたが、周囲が好反応を示したためにシングルカットに踏み切ったと述べている。また、当時のBUCK-TICKはバラードも発表していたが、今井は世間一般のBUCK-TICKに対するイメージはバラード曲ではないことから、より多くの人に音楽性の幅広さを知ってもらうためにリリースしたとも述べている。
BUCK-TICKは1991年12月13日放送のテレビ朝日系音楽番組『ミュージックステーション』（1986年 - ）に出演し、本作を演奏している。

## チャート成績と影響
本作はオリコンチャートにおいて最高位8位の登場週数は9回で、売り上げ枚数は9.9万枚となった。本作の売り上げ枚数はBUCK-TICKのシングル売上ランキングにおいて8位となっている。また、ベスト・アルバム『CATALOGUE 2005』（2005年）リリース時にHMVにおいて実施されたファン投票では5位、2022年に実施されたねとらぼ調査隊によるBUCK-TICKのシングル人気ランキングにおいては3位となった。
本作リリース後から、楽曲の完成度の高さを評価していた音楽誌などにおいて、「星野はソロアルバムを制作するべきだ」という声が多く挙げられることとなり、またメンバーである今井からもソロアルバム制作を促されることがあったという。その後ディレクターの田中淳一が担当した企画アルバムへの参加依頼があり、それを受けて星野はアルバム『DANCE 2 NOISE』（1991年）に収録された楽曲「Jarring Voice」においてソロデビューを果たした。

## ミュージック・ビデオ
本作のミュージック・ビデオは静岡県浜松市の中田島砂丘にて撮影が行われた。監督は「ANGELIC CONVERSATION」のミュージック・ビデオを手掛けた人物である。コンセプトとしては神をテーマとし、マリア、キリスト、巡礼、十字架、風、砂丘、山、太陽等をモチーフとしている。撮影は日本で2日間に渡り行われ、初日はスタジオ撮影で2日目はロケーションとなった。
砂丘で撮影するというアイデアは櫻井が出したものであり、櫻井は歌詞の内容をそれぞれ砂や海などに結び付けてアイデアを提供し、監督に対しては「これは懺悔の歌ですから」という言葉でイメージを伝えたと述べている。またシングルバージョンで挿入されたコーラスから神聖なイメージを感じ取った櫻井は、それを象徴する人物の登場を提案、日本人だとリアルすぎるという理由からオーディションにてマリア役としてロンドン出身の女性が選出されることとなった。作曲者の星野はあまり多くの提案はせず、「椅子に座りたい」とだけ要望した。
櫻井の出演シーンの中で、当初は海の中で撮影する予定もあったが電源が届かないという理由で途中にあった池の中に変更されることとなった。また、櫻井のみ早朝からの撮影であったが起床できずに1時間遅刻したという。また早朝からの撮影ということもあり、今井は砂丘の上で寝ていたとヤガミは述べている。当日の天気は曇りであったが、時折太陽が出現したため砂丘は暑かったという。メンバーは朝7時にホテルを出発し、撮影は夜8時頃に終了。シャワーを浴びたメンバーは東京に戻り、朝まで飲酒したと伝えられている。

## メディアでの使用
本作は日本ビクターのCDラジオカセットレコーダー「CDioss」のコマーシャルソングとして使用され、CMには櫻井のみが出演した。CM撮影前の雑誌広告では櫻井のみが掲載されており、メンバーは櫻井の素顔が撮影されていると述べたが櫻井は「まるっきり素顔ってわけじゃないんだけど」と述べている。また、櫻井は広告に関して「まず先に商品がそこにあって、オレが付属品としてあるっていう感じなんですよ」とも述べている。櫻井は一人で出演したことに関して、「一体こいつは誰だっていうのもあるだろうし。ファンの人たちはあまり意外じゃないんだろうけど」と述べながらも「ファンの人ってCMとかどう思うんでしょうね」と評判を気にしている面もあった。

## カバー、別バージョン
シングルバージョンはアルバム『狂った太陽』に収録されたバージョンとは異なり、間奏がストリングスメインになっている他にコーラスも少し変更されている。
また、BUCK-TICK自身によるセルフカバー・アルバム『殺シノ調べ This is NOT Greatest Hits』（1992年）においてリアレンジ・バージョンが収録されている。ヤガミトールによれば、同アルバムにおいてシングルとしてリリースした楽曲は基本的に手を加えないという方針をメンバー間で決定していた。星野は自身のデモテープ制作時よりも「比べもんにならないくらい、豪華に変身してくれた曲」、「荘厳な曲になった」と述べている。冒頭のグレゴリオ聖歌のような男性コーラス部分は原曲の歌詞の一部分をラテン語に訳したものを歌っており、また原曲においてストリングスが使用されていた箇所をコーラスに差し替えた上、女性ボーカルもシングル版とは別の人物を起用している。星野はシングル版の女性コーラスよりも滑らかな雰囲気が出せたとも述べている。しかし、同アルバムは当初『狂った太陽』の楽曲は収録しない意向であったが、レコード会社側からの要請によりベスト・アルバムとしての商品価値を持たせるために本作も収録せざるを得なくなり、アレンジに苦心した結果挿入された冒頭のコーラスに対して、インタビュアーからは「苦肉の策」と指摘されている。
他アーティストによるカバーは以下に列挙する。
- DuelJewel - コンピレーション・アルバム『CRUSH! -90's V-Rock best hit cover songs-』（2011年）収録[22]。
- MUCC - トリビュート・アルバム『PARADE II 〜RESPECTIVE TRACKS OF BUCK-TICK〜』（2012年）収録[23][24]。
- シド - トリビュート・アルバム『PARADE III 〜RESPECTIVE TRACKS OF BUCK-TICK〜』（2020年）収録[25][26][27]。

## シングル収録曲
| 全作詞: 櫻井敦司、全編曲: BUCK-TICK。 |             |           |          |      |
| #                                     | タイトル    | 作詞      | 作曲     | 時間 |
| 1.                                    | 「JUPITER」 | 櫻井敦司  | 星野英彦 | 4:40 |
| 2.                                    | 「さくら」  | 櫻井敦司  | 今井寿   | 6:17 |
| 合計時間:                             | 合計時間:   | 合計時間: | 10:57    |      |

## スタッフ

### BUCK-TICK
- Atsushi - ボーカル
- Hisashi - ギター
- Hide - ギター
- U-ta - ベース
- Toll - ドラムス

### スタッフ
- BUCK-TICK - プロデューサー
- 田中淳一 - ディレクター
- 関口明 - A・D
- 比留間整（サウンドスカイスタジオ） - レコーディング・エンジニア
- サカグチケン - アート・ディレクション

## リリース履歴
| No. | 日付           | レーベル             | 規格         | 規格品番                   | 最高順位 | 備考 |
| --- | -------------- | -------------------- | ------------ | -------------------------- | -------- | ---- |
| 1   | 1991年10月30日 | ビクター／Invitation | 8センチCD CT | VIDL-77 (CD) VISL-174 (CT) | 8位      |      |

## 収録アルバム
「JUPITER」
- 『狂った太陽』（1991年）
- 『殺シノ調べ This is NOT Greatest Hits』（1992年） - 再録バージョン。
- 『CATALOGUE 1987-1995』（1995年）
- 『BT』（1999年）
- 『CATALOGUE 2005』（2005年）
- 『CATALOGUE VICTOR→MERCURY 87-99』（2012年）
- 『CATALOGUE 1987-2016』（2017年）
- 『CATALOGUE THE BEST 35th anniv. 』（2022年）

「さくら」
- 『狂った太陽』（1991年）
- 『BT』（1999年）
- 『CATALOGUE 2005』（2005年）
- 『CATALOGUE VICTOR→MERCURY 87-99』（2012年）
- 『CATALOGUE THE BEST 35th anniv.』（2022年）